# Dendropsophus marmoratus
La rana marmórea (Dendropsophus marmoratus) es una especie de anfibios de la familia Hylidae.
Habita en Bolivia, Brasil, Colombia, Ecuador, Guayana Francesa, Guayana, Perú, Surinam y Venezuela.
Sus hábitats naturales incluyen bosques tropicales o subtropicales secos y a baja altitud, marismas intermitentes de agua dulce y zonas previamente boscosas ahora muy degradadas.
Está amenazada de extinción por la destrucción de su hábitat natural.